# Melandaha
Melandaha (en bengali : মেলানদহ) est une upazila du Bangladesh dans le district de Jamalpur. En 1991, on y dénombrait 262 478 habitants.